# Georgij Mokejevič Markov
Georgij Mokejevič Markov (rusky Георгий Мокеевич Марков; 6. dubna jul. / 19. dubna greg. 1911 – 26. září 1991 Moskva) byl ruský sovětský spisovatel.

## Filmové adaptace
- Приказ: огонь не открывать; Rozkaz: palbu nezahajovat (1981)
- Приказ: перейти границу; Rozkaz: přejít hranici (1982)

## Česká vydání
- Nečekané pozvání : hra o 2 dějstvích (společně s Eduardem Šimem); přel. Jiří a Růžena Pochovi; Praha : Dilia, 1982
- Sibiř; přeložil Alois Rohlena ; il. Karel Hruška; Praha : Lidové nakladatelství, 1979 (v SSSR)
- Sibiř; přeložil Alois Rohlena ; Praha : Lidové nakladatelství ; Moskva : Progress, 1977 (v SSSR)
- Sůl země ; přel. Věra Kružíková; Praha : Svět sovětů, 1962
- Tiše plyne Vasjugan ; přel. a upr. Věra Kružíková; Praha : Svět sovětů, 1966
- Země Ivana Jegoryče ; přel. Jana Volná ; il. Jiří Krásl; Praha : Československý spisovatel, 1980
- Zlato v tajze : (Strogovovi) ; přel. Raisa Novotná ; pozn. o autorovi naps. V. Karpovová; Praha : Československý spisovatel, 1954
- Zlato v tajze ; přel. Raisa Novotná ; překl. rev. Hana Šnajdrová Praha : Vyšehrad, 1952
- Zlato v tajze ; z rus. orig. Strogovy přel. Raisa Novotná ; doslov Zdeněk Fierlinger : Práce, 1951
- Zlato v tajze ; z rus. orig. Strogovy přel. Raisa Novotná ; doslov Zdeněk Fierlinger; Praha : Práce, 1950
- Život, literatura, spisovatel ; přel. Jaroslav Piskáček; Praha : Československý spisovatel, 1974